# Los tres Reyes Magos
Los tres Reyes Magos és una pel·lícula animada mexicana de 1974. Fou estrenada l'1 de juliol de 1976. Es basa en una història escrita per la novel·lista Rosario Castellanos sobre la vida dels Reis d'Orient. És considerada com el primer llargmetratge animat fet a Mèxic.

## Argument
Els reis Melcior, Gaspar i Baltasar són guiats per l'Estrella de Betlem cap al lloc on la Mare de Déu donarà a llum al nen Jesús. Satanàs, sota la forma del príncep Olbaid, decideix obstaculitzar el viatge dels Reis amb l'ajuda del diable Murcio. A més, Olbaid aconsella al rei Herodes perquè indagui el lloc on naixerà el futur Messies. A causa del fracàs de Murcio, el príncep Olbaid s'enfronta personalment als Reis, però no té èxit. Finalment, els Reis arriben a Betlem i adoren al nen.

## Veus
Font: IMDb
| Personatge        | Actor de veu              |
| ----------------- | ------------------------- |
| Arcàngel Gabriel  | Jorge Sánchez Fogarty     |
| Verge Maria       | Azucena Rodríguez         |
| Josep el fuster   | José Lavat                |
| Estrella de Belem | Gloria Rocha              |
| Melcior           | Manuel de la Llata        |
| Yana              | Rocío Garcel              |
| Gaspar            | Alberto Gavira            |
| Darío             | Olga Donna-Dío            |
| Baltasar          | Armando Coria             |
| Bunga             | Juan Domingo Méndez       |
| Príncep Olbaid    | Guillermo Portillo Acosta |
| Herodes           | Víctor Alcocer            |
| Centurió          | Jaime Vega                |
| Murcio            | Fernando Ruiz             |
| Presentador       | Carlos David Ortigosa     |
| ¿?                | Antonio Raxel             |
| ¿?                | David Reynoso             |
| ¿?                | Mónica Serna              |
| ¿?                | Rocío Villagarcía         |